# Chiung Yao
Chiung Yao (kinesiska: 瓊瑤; pinyin: Qióng Yáo), pseudonym för Chen Che (kinesiska: 陳喆; pinyin: Chén Zhé), född 20 april 1938 i Chengdu, död 4 december 2024 i New Taipei, var en taiwanesisk romanförfattare, manusförfattare och TV-producent. Hon är mest känd för sina kärleksromaner som fick stor spridning både på Taiwan och på det kinesiska fastlandet.

## Biografi
Chiung Yao växte upp i Fastlandskina. Under den japanska ockupationen tvingades familjen flytta runt på landsbygden för att undvika soldaternas härjningar. Efter kommunisternas seger i det kinesiska inbördeskriget 1949 flydde hennes familj till Taiwan.
Hon började skriva vid 18 års ålder, i samband med att hon förälskade sig i sin lärare i litteraturvetenskap. Förhållandet inspirerade till den delvis självbiografiska romandebuten 窗外, Outside the Window i engelsk översättning.
Chiung Yao kom att publicera över 60 romaner. Många av dessa blev också film- och TV-produktioner, totalt över 70 stycken. Den mest kända är kanske 還珠格格, på engelska My Fair Princess, som hade premiär 1998.
Chiung Yao avled i sitt hem i New Taipei den 4 december 2024, i ett förmodat självmord.